# 山海公民拆樑行動
山海公民拆樑行動，是於2024年2月21日成立的社會運動團體，由基隆市市民戴璟安作為領銜人，且以罷免中華民國第19屆基隆市市長謝國樑為主旨的一場社會運動。其成立主因為參與民眾不滿謝國樑對於「基隆東岸商場爭議」的處理方式、多項承諾政見跳票、拒絕回應民眾的意見、質疑部分至社群留言的帳號為側翼或廠商派來之機器人。
2024年3月8日，發起團體宣布對基隆市市長謝國樑提起罷免程序之罷樑連署行動。
2024年10月13日，發起團體宣布謝國樑罷免案「不通過」，也正式確認「拆樑行動」失敗。

## 成立背景
2022年11月26日，謝國樑於該年的九合一選舉以96,784票、52.92%得票率，勝於民主進步黨候選人蔡適應，當選第十九屆基隆市市長，並於同年12月25日就職上任。

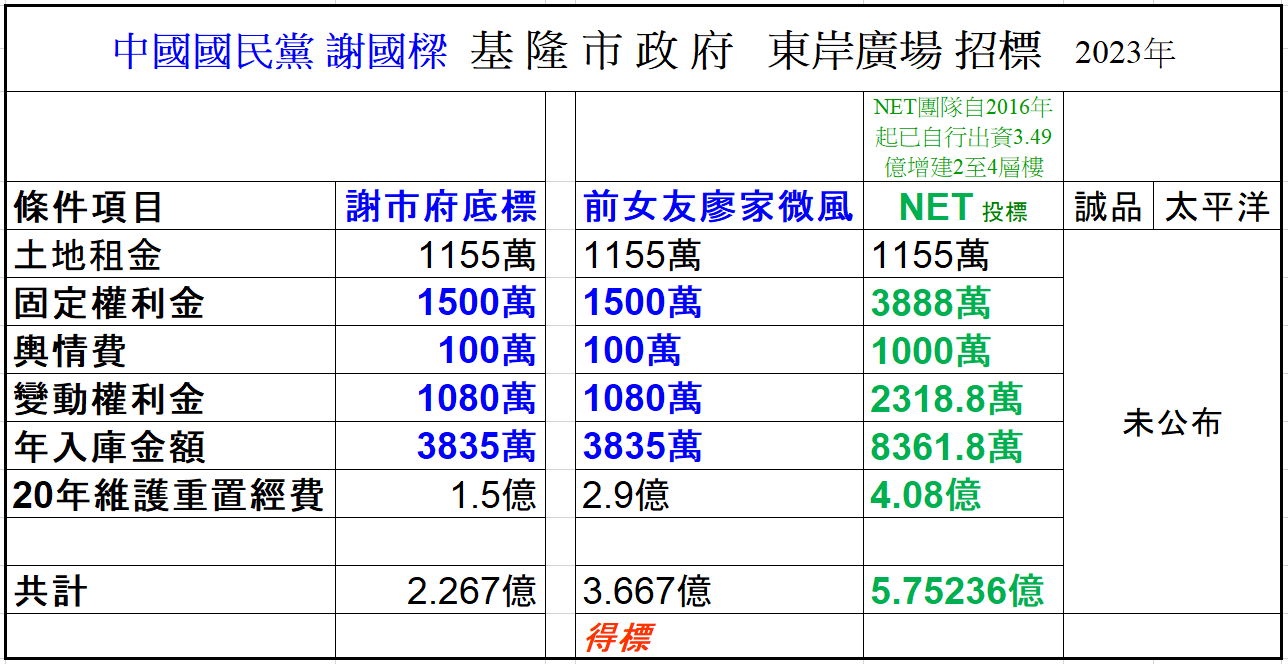
2024.3.11公布市政府東岸廣場招標

謝國樑於選舉期間曾提出Gogoro及染疫津貼1萬元等政見，在其上任後到提出罷免程序之間，未執行承諾政見，導致民眾質疑政見跳票，謝國樑民意逐漸下降，施政滿意度持續低迷。促成罷免的導火線，為不滿基隆東岸商場爭議處理方式，因其建物得標廠商大日停車場委託NET，經營該建築物的1到4樓層，但在法院未判決產權屬誰之前，基隆市政府即動用警力強制執法、並傳出簽約20＋10年的長約，遭網路與市議員等質疑謝國樑圖利前女友廖曉喬家的微風廣場（剛好完全符合基市府多組底標而遭疑洩漏），但其合約條件明顯不如已被基市府評為優良廠商的NET、對基隆市民與市政府較不利，引發民眾不滿，因促成罷免團體於2024年2月21日正式成立。

## 罷免理由
罷免導火線為謝國樑封鎖民意、無視法治深夜破鎖、電動機車等荒唐市政，包括謝國樑涉入東岸商場破門強盜案，列偵字案被告。
目無法紀：謝國樑因東岸商場接管案遭列強盜罪偵字案被告，公益青年電動機車補助案，及飛灰招標案2案因疑圖利特定廠商遭列被告。
荒唐市政：1,452萬標案於基隆 50處地點鋪設人工草皮、包括修改屋頂防漏法規、要求施工圍籬綠化皆使用人工草皮。
濫用公帑：1,200萬預算請城市代言人、132萬請民眾黨前發言人楊寶楨當「基隆政策推廣大使」、300萬於海洋廣場前設白布沙發。

## 罷免行動

### 第一階段：提議
2024年3月8日，正式啟動對基隆市市長謝國樑的罷免第一階段之提議連署行動，並且於3月31日截止收件。
4月8日，將第一階段連署書送件至中央選舉委員會。
5月4日，宣布經由「基隆市選舉委員會」和中央選舉委員會審查通過第一階段的提議連署。
共計送出3,436份、合格份數為3,116份，合格率高達九成。山海公民拆樑行動表示提議書總共收集了9,848份，由於法律規定第一階段提議人不得與第二階段連署人相同，最終決定僅以接近門檻的數字作為送件數量，並將未送的份數直接轉換到第二階段，不過由於兩階段格式不同，填寫過的民眾皆可再次填寫第二階段罷免連署書。

### 第二階段：連署
5月10日，舉行「第二階段正式啟動 歡迎基隆市市民朋友共同參與」記者會，並前往中選會領表，且上線「募款平台」。
5月11日，正式啟動對基隆市市長謝國樑的罷免第二階段之連署行動。
7月5日，將第二階段連署書送件至「基隆市選舉委員會」，但因「正本、影本之兩者數量不同」，所以需補正連署書。
7月8日，補正後重新送件至「基隆市選舉委員會」。
8月16日，宣布經由「基隆市選舉委員會」和中央選舉委員會審查通過第二階段的連署門檻，宣告正式成案。
共計送出43,138份、合格份數為36,909份，合格率達八成。

#### 宣傳行動
5月26日起，開始舉辦「拆樑小蜜蜂 快閃連署召集令」快閃行動。
6月11日起，開始透過宣傳車，並與外送員合作在外送箱安裝罷免燈板宣傳。
6月14日，志工以海洋生物的「龍蝦、錦鯉、河豚、企鵝」等造型出現東岸廣場及基隆火車站，用來宣傳本次的罷免行動。
6月16日，凌晨在基隆二信總社、外木山和基隆國光客運臨時站人行道，以高壓水槍洗出「罷免國樑，基隆要強」字樣。
6月23日，舉辦首場的大型戶外活動「公民開講—法治社會與程序正義」。
6月28日，舉辦「山海公民 拆樑大隊」遊街，用來宣傳本次的罷免行動。
6月29日，舉辦第二場的大型戶外活動「公民開講—城市發展願景」。

### 第三階段：投票
8月16日，中選會宣告成立基隆市第19屆市長罷免案，並定於10月13日舉行投、開票。
8月22日，提案領銜人簽署「意願調查表」，表達參加「公辦電視罷免說明會」意願。
10月7日，提案領銜人參與「公辦電視罷免說明會」。
10月13日，罷免第三階段宣布不通過，「拆樑行動」以同意票數6萬9934票，不同意票數8萬6014票，無效票數828票，同意票少於不同意票、未達罷免門檻宣告失敗。

#### 罷免理由書與電視說明會
中央選舉委員會於9月3日公告的罷免理由書與10月3日電視說明會的罷免案七大根本原因在於：
1. 謝國樑身為民選地方首長卻忽視民意，拒絕溝通、封鎖市民；
2. 謝國樑身為法學碩士卻知法犯法，不顧台灣為一民主法治社會違法亂紀，濫用公權力，隨意侵犯人民權益，成為「強盜罪」偵字案被告；
3. 謝國樑違背誠信原則，開支票前未事先評估市府財政負擔，選前政見政策跳票不落實，還不斷偷換概念；
4. 謝國樑僅憑個人之意，市政未經審慎規劃，民生需求放兩旁、貪玩享樂擺中間，只對基隆帶來傷害；
5. 謝國樑在幾乎所有縣市調查評比的市政滿意度排名都是倒數第一，全國吊車尾，卻完全不見改進；
6. 謝國樑濫用市民納稅金已46億元，包括亂花1452萬廣鋪陽光下有毒性疑慮的塑膠草皮，大多數標案都不透明而由親近人士得標，公車故障約百件，還出現罕見淹水；
7. 謝國樑不願背負政治責任。「基隆人不需要這種沒有肩膀的市長！」[65][66][67][68]

#### 宣傳行動
8月17日起，宣布重返街頭，並舉辦「拆樑小蜜蜂」行動宣講遊行，持續上街宣傳與溝通，發送謝國樑施政缺失傳單，衝高罷免同意票。
9月6日，掛出第一面「宣傳罷免」的大型看板，主要內容仿造當初謝國樑選前的電動機車政見看板設計，並寫著「挺拆樑、反詐騙」，且指稱當初謝國樑信誓旦旦承諾當選後將贈送就業青年Gogoro電動機車的選舉支票「跳票」。
9月12日，宣布再刊登五面「宣傳罷免」的大型看板，其中有兩面為「呼籲市民投下罷免票」，另外三面則是「抨擊謝國樑市政問題」。
9月13日，在基隆市政府前舉行記者會，高舉寫滿罷免理由的看版，並寫下「無知又無能的代名詞：謝國樑」、「政治渣男謝國樑，選前承諾選後不理」等標語，除了再次向大眾證明罷免的正當性，也抗議謝國樑長期打壓人民。
9月14日，舉行「拆樑宣講戰車」啟動儀式，上街催票，說明「30條罷免理由」。
9月17日，基隆拆樑團體的志工在中秋休假日，前往仁愛市場、信義市場、安樂市場等地宣傳罷免行動，有些民眾比讚為志工加油。
9月18日，罷免團體表示，已在台北的南港、南京東路、忠孝東路三處掛上「宣傳罷免」的大型看板，呼籲基隆市民返鄉投票。
9月26日，罷免團體召開記者會，宣布將舉行「車隊大遊行」，並號召基隆市市民發揮創意，希望都可看見「同意罷免」的身影。
9月28日，罷免團體在基隆車站北站集結，開始進行「車隊大遊行」車掃活動，並且車遊隊伍高喊著「10月13日同意罷免，10月13日基隆換新衣，我們隊伍拆樑去！」，並沿途將經過慶安宮、仁愛市場、愛三路郵局、信義市場、活力蒟蒻屋、仁三拆樑站、金龍肉羹、海洋廣場，最後再回到基隆車站北站宣講，當中更在基隆市政府放慢車速，讓謝國樑知道市民的訴求。
10月5日，罷免團體在成功陸橋下舉辦「山海音樂節-雨港之都．自由之聲」，並販售罷樑的文宣品和小物市集，也邀請年輕樂團輪番上陣，且在活動壓軸的橋段為「幫草皮市長慶生」，以溫馨趣味的方式，呼籲支持者出來投票罷樑。
10月7日至10月11日，罷免團體連續5天分區進行「小蜜蜂車隊」掃街行動，並透過麥克風「提醒」民眾，謝國樑這二年引起的爭議。
10月12日，罷免團體在選前一天，從早到晚的緊鑼密鼓進行多場宣傳行動。於上午，志工到信義市場、安樂市場及七堵南興市場發文宣，籲請民眾明（13）日「投下同意罷免、基隆換新衫」；於下午，在基隆海洋廣場舉辦「守護基隆、牽手護基隆」活動，並邀請「罷韓四君子」現身，共同守護基隆；於選前之夜，在光一路橋下舉行「明仔日，雞籠換新衫」造勢晚會，並邀請多位嘉賓站台相挺，且領銜人戴璟安也呼籲謝國樑，好好正視民眾的聲音，不要侷限在保護圈裡。

## 籌募資金
第一階段連署，多數由發起的團隊成員自行出資，但第二階段需要龐大經費，因此該團隊於2024年5月10日至5月28日展開募資活動，並在嘖嘖網站推出多項贊助方案，包含各種印有活動標語物品（明信片、貼紙、徽章、毛巾、衣服），最終募得新台幣7,160,437元。
2019至2020年間，組織曾經發動罷免時任高雄市長韓國瑜的台灣基進現任高雄市議員張博洋在立法院公聽會表示，基隆「拆樑行動」沒辦法申請設立政治獻金專戶，所以非常辛苦。

## 罷免案爭議

### 遭誤指發言人為民進黨籍人士
山海公民拆樑行動的發言人「李晏蓉」被誤指與民主進步黨性別平等事務部主任「李晏榕」為同一人，表示民主進步黨與該團體有勾結。該李晏蓉表示，拆樑行動無任何政治色彩，不分民進黨與國民黨，此謠言為不實指控且誤導民眾，兩人不同且毫無關係。

### 灌水争议
「山海公民拆樑行動」在第一階段提議書送出3,436份、合格份數為3,116份，合格率高達9成達標後，遭風傳媒爆料稱連署灌水質疑第一階段連署書之收件未達拆樑團體表示的「9,848份」，對此拆樑團體澄清，因法律規定第一階段提議人不得與第二階段連署人相同，故只送出接近門檻的數字，將其他超收的份數直接轉換到第二階段，不過由於兩階段格式不同，填寫過的民眾皆可再一次填寫第二階段。
民进党籍台北市議員許淑華表示消息來源來自基隆市選委會，罷免審查權在基隆市政府，謝國樑又是現任市長，爆出灌水是基隆市選委會，應尊重民主聲音，不該陰謀論。也呼應拆樑團體於第2階段連署開始時的呼籲，希望謝國樑停止網軍行動。基隆市政府發言人呂謦煒說，並無此事，勿以訛傳訛。

### 二創挺謝文宣爭議
中華民國前總統馬英九挺基隆市市長謝國樑之文宣「反惡罷、挺善樑」經「山海公民拆樑行動」二創改為「挺罷樑」。山海公民拆樑行動的發言人「李晏蓉」表示是「迷因作品」且罷免案尚未成立，沒有觸法。

## 外部連結
- 山海公民拆樑行動的Facebook專頁 （页面存档备份，存于）
- 山海公民拆樑行動的Instagram帳戶 （页面存档备份，存于）
- YouTube上的山海公民拆樑行動頻道 （页面存档备份，存于）